# Prosceniumprijs
De Prosceniumprijs is een Nederlandse toneelprijs die jaarlijks wordt uitgereikt door de Vereniging van Schouwburg- en Concertgebouwdirecties (VSCD). Het is één prijs bedoeld voor scenografie, gezelschap/regisseur/producent en andere personen die niet op het toneel staan, maar op een andere wijze (creatief of organisatorisch) achter de schermen bijdragen aan de voorstellingen. .
De prijs is voor de persoon/instantie/groep, die een wezenlijke bijdrage heeft geleverd aan de ontwikkeling van de podiumkunsten, naar het inzicht van de Toneeljury. Ze werd voor het eerst uitgereikt in 1981. 
De Prosceniumprijs is een bronzen beeld gemaakt door Eric Claus, eerder van Jan Spiering.

## Prijswinnaars
- 1981: Franz Marijnen
- 1982: Leonard Frank
- 1983: Judith Lansink
- 1986: Frans Strijards
- 1987: Artistieke leiding Toneelgroep Centrum
- 1988: Willem Wagter & Sacha Bulthuis
- 1989: Wim Meuwissen
- 1990: Adelheid Roosen, George Groot & Marcelle Meuleman
- 1991: Paul Gallis
- 1992: Toneelgroep Het Volk (Wigbolt en Joep Kruijver, Bert Bunschoten)
- 1993: Theu Boermans
- 1994: Dirk Tanghe
- 1995: Guy Cassiers
- 1996: Orkater
- 1997: Alize Zandwijk
- 1998: Tom Lanoye en Luk Perceval
- 1999: Onafhankelijk Toneel
- 2000: Lunchtheater Theater Bellevue
- 2001: Matthijs Rümke
- 2002: ZT Hollandia
- 2003: De Toneelschuur
- 2004: Allen die – voor en achter de schermen – hebben meegewerkt aan Op zoek naar de verloren tijd, Proust deel 1 t/m 3, van het Ro Theater
- 2005: Harry de Wit
- 2006: Tom Blokdijk
- 2007: Rob de Graaf
- 2008: Ivo van Hove en Jan Versweyveld
- 2009: Aus Greidanus senior
- 2010: Wunderbaum
- 2011: Jan Joris Lamers
- 2012: Adelheid Roosen
- 2013: Theaterzaken Via Rudolphi
- 2014: René Lobo
- 2015: Loek Zonneveld
- 2016: Ola Mafaalani
- 2017: Theun Mosk
- 2018: Senf Theaterpartners
- 2019: Pieter Kramer en Don Duyns
- 2020: niet uitgereikt in verband met corona
- 2021: The Need for Legacy
- 2022: Carly Everaert voor haar wezenlijke staat van dienst en invloed als kostuumontwerper.
- 2023: De Nieuwe Toneelbibliotheek
- 2024: Kobra Theaterproducties